# Chasse à la licorne
La chasse à la licorne est une expression idiomatique utilisée en anglais pour décrire la pratique où un couple (généralement un couple hétérosexuel composé d'un homme et d'une femme) recherche un troisième partenaire pour se joindre à eux dans le cadre d'une relation, souvent sexuelle, de manière temporaire ou permanente. Le ou la troisième partenaire est généralement une femme bisexuelle, soit pour rejoindre un plan à trois ou pour démarrer une relation polyamoureuse. La pratique est généralement perçue négativement par la communauté polyamoureuse et LGBT comme une forme de fétichisation.

## Terme
Comme la créature légendaire, la femme bisexuelle recherchée dans cette situation est perçue comme rare, surtout le fait qu'elle soit désireuse de rejoindre un couple établi. Elle doit de surcroit accepter les conditions de leur relation, soit une éventuelle l'exclusivité relationnelle (contrairement aux relations ouvertes ou le polyamour avec d'autres personnes), l'égalité attirance pour les deux partenaires qui l'ont approchée, ou intérêt à n'avoir que des relations sexuelles en groupe et non pas avec un partenaire plutôt que l'autre,. Le terme serait apparu dans les années 1970, dans les communautés échangistes de l'époque pour décrire les femmes bisexuelles disponibles pour faire un trio avec un couple hétérosexuel,.

## En pratique
Un polyamour qui incorpore une "licorne" se distingue d'une relation de triade ou de trouple en ce que dans un trouple les trois membres sont des partenaires principaux et ainsi égalitaire, tandis qu'une "licorne" rejoint un couple existant. Dans une triade, tous les membres conviennent des règles de leur relation, alors que dans le polyamour on présuppose qu'un couple établit les règles autour de la relation, tandis que la licorne doit les accepter et les suivre. Le polyamour considère généralement le couple comme partenaires principaux et la "licorne" comme partenaire secondaire, puisque si la licorne consent à rejoindre leur relation existante, la licorne accepte également leurs conditions. En tant que telle, la pratique est perçue négativement par les communautés polyamoureuses et LGBT en raison du déséquilibre de pouvoir dans la relation, et est considérée comme contribuant à la fétichisation des femmes bisexuelles,.
Les couples à la recherche d'un troisième partenaire peuvent utiliser des applications de rencontres, telles que Tinder,. Vogue a également cité une distinction entre "chasseurs" (tels que décrits ci-dessus) et "repéreurs", où dans ce dernier cas, une personne, le plus souvent une femme, va partir à la recherche et trouver une "licorne" à présenter à des hommes à des fins prédatrices.